# Hamburger Stadtteilkulturpreis
Mit dem Hamburger Stadtteilkulturpreis werden Projekte und Programme gewürdigt, die besondere Qualität zeigen und die besonders geeignet sind, als anregendes Beispiel auf Initiativgruppen auch in anderen Hamburger Stadtteilen zu wirken. Er wird seit 2002 an herausragende lokale Kulturprojekte und -programme vergeben und jeweils von einem Vertreter der Preisstifter verliehen, zumeist von den Kultursenatoren. Die Dotierung stieg von 5.000 Euro 2002 auf 12.000 Euro im Jahr 2019.

## Stifter
Der Preis wird von der Hamburgischen Kulturstiftung, der Gabriele Fink Stiftung, der Patriotischen Gesellschaft von 1765 und der Behörde für Kultur und Medien Hamburg gestiftet. Die Alfred Toepfer Stiftung F.V.S. unterstützt die Umsetzung. Der Dachverband für Lokale Kultur Stadtkultur Hamburg e. V. ist für die Durchführung und Weiterentwicklung des Wettbewerbs federführend.

## Teilnahmebedingungen
Für den Hamburger Stadtteilkulturpreis können sich freie Träger der Kulturarbeit (kulturelle Initiativen, Zentren und Vereine) sowie Einzelpersonen bewerben, die sich in der Stadtteilkulturarbeit in Hamburg engagieren. Gewerbliche Anbieter, Parteigruppen und konfessionell gebundene Gruppen sind davon ausgeschlossen.
Neben Kulturprojekten sind ausdrücklich auch Kurs- und Veranstaltungsprogramme sowie inhaltlich abgegrenzte Teile der Programme, Veranstaltungsreihen, spezielle Veranstaltungsformate und Festivals aufgefordert, sich auf die Ausschreibung zu bewerben, sofern sie den Qualitätskriterien des Preises entsprechen.
Projekte, die sich bereits in der Vergangenheit beworben haben, können für die aktuelle Ausschreibung erneut kandidieren.

## Preisträger
Preisgekrönte Projekte und ihre Organisatoren waren bisher:
- 2002: „Pauli Passion“ – GWA St. Pauli-Süd
- 2003: „Faszination Wasser“ – Stadtteilkulturzentrum goldbekHaus
- 2004: nicht verliehen
- 2005: „Williams@Wilhelmsburg“ – Geschichtswerkstatt Wilhelmsburg
- 2006: „Land der Farben“ – Stadtteil&Kulturzentrum MOTTE e.V. und das Theater Mär
- 2007: „Windprojekt“ – Ute Necker in Kooperation mit verschiedenen Kultur- und Bildungseinrichtungen
- 2008: „HipHop Academy Hamburg“ – Kulturpalast im Wasserwerk Billstedt
- 2009: „East Side Story“ – Kulturzentrum LOLA in Lohbrügge
- 2010: „Der Klotz im Park“ – Schüler der Bonifatiusschule mit Unterstützung der Geschichtswerkstatt Wilhelmsburg
- 2011: „Moby Dick“ – BRAKULA, Stadtteilkulturzentrum in Bramfeld
- 2012 und 2013: nicht verliehen
- 2014: „48h Wilhelmsburg“ – Stiftung Bürgerhaus Wilhelmsburg[1]
- 2015: „Klassentausch“ – Fundus-Theater[2]
- 2016: „Welcome Music Sessions“ – Zinnschmelze in Barmbek[3]
- 2017: „Altona macht auf!“ – theater altonale[4]
- 2018: „37FÜNF° – Heimat – Flucht – Zusammenleben“ – Stadtteilkulturzentrum Eidelstedter Bürgerhaus[5]
- 2019: „Jenkitos“ (Junges Theater Jenfeld) – Freie Kulturinitiative Quadriga gGmbH Jenfeld[6]
- 2020: „Unantastbar. Grundrechte – Greif zu!“ – Zinnschmelze in Barmbek[7]
- 2021: Das Projekt „Dulsberg Late Night“ der Kulturagenten Hamburg in Kooperation mit der Stadtteilschule Alter Teichweg[8]
- 2022: Programm „Start a Revolution: Get to know your Neighbour!“ des Mikropol e.V.[9]
- 2023: Projekt „Wasser Kunst – partizipatives Kunstprojekt für Kinder und Jugendliche“ vom KIKU Kinderkulturhaus[10]
- 2024: Projekt „Female* Voices – Was uns zum Leuchten bringt“ der Stiftung Bürgerhaus Wilhelmsburg